# Paul Wade
Paul Wade (Cheshire, Inglaterra, 20 de marzo de 1962) es un exjugador de fútbol de nacionalidad australiana. Es famoso en Australia por su papel como capitán de la selección del país.